# NoName057(16)

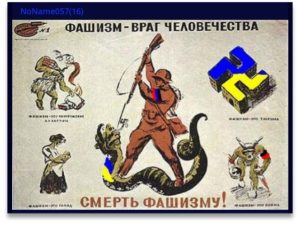
noname057(16) Manifest aus ihrem Telegrammkanal

NoName057(16) ist eine pro-russische Hackergruppe, die erstmals im März 2022 bekannt wurde. Die Gruppe übernimmt die Verantwortung für die Hackerangriffe in der Ukraine, in den USA und einigen europäischen Ländern. Die Attacken zielen meistens auf Webseiten von staatlichen Behörden, Massenmedien und privaten Firmen.

## Aktivitäten
Informationen über die Cyberattacken von NoName057(16) werden im gleichnamigen Telegram-Kanal veröffentlicht. Laut ukrainischer Medienberichte hat die Gruppe Droh-E-Mails an ukrainische Journalisten geschickt. Diese Tatsache hat ein ukrainischer ex-Ombudsmann bestätigt.
Bekannt wurde die Gruppe durch massive DDOS-Angriffe auf litauische Webseiten, Berichten von pro-russischen Hackern zufolge als „Rache“ für die Kaliningrad-Blockade.
NoName057(16) steht auf der Hackergruppen-Auflistung des OSINT-Aktivisten Cyberknow20.

### DDOS-Angriffe

#### Ukraine
Ab März 2022 führte NoName057(16) Cyberangriffe auf ukrainische Webseiten und Medien durch, beispielsweise auf das Portal „Detector Media“, die Webseiten von „Odessa Online“ und der Zeitung „Конкурент“ („Konkurent“).

#### Lettland
Der von der NoName057(16)-Gruppe ausgehende DDOS-Angriff störte das Online-Zugfahrkartenverkaufssystem auf der Webseite und in der mobilen Anwendung des lettischen Unternehmens "Passenger Train" (Pasažieru vilciens). Die Unternehmensvertreter erklärten auf ihrem Twitter-Account, dass sie wegen des Vorfalls den Ticketverkauf einstellen mussten.

#### Litauen
Am 21. Juni gaben Vertreter der Hackergruppe NoName057(16) auf ihrem Telegram-Kanal bekannt, dass sie sich den Angriffen auf die Webseiten der Republik Litauen anschließen würden. In ihrem Appell forderten sie andere Gemeinschaften pro-russischer Hacker sowie einzelne Hacktivisten auf, dasselbe zu tun. Die Hacker nannten ihre Aktionen „Rache für Kaliningrad“. Infolgedessen führte die Gruppe in etwa einem Monat mehr als 200 Angriffe auf litauische Internet-Infrastrukturressourcen durch. Das litauische Verteidigungsministerium erklärte, die Teilnehmer an den Anschlägen seien pro-russische „freiwillige Aktivisten“ gewesen.
Insbesondere griff die Gruppe die Website des litauischen Unternehmens Ingstad, die Websites litauischer Flughäfen und andere Internetressourcen an.

#### USA
Hacker von NoName057(16) führten Angriffe auf Websites amerikanischer Unternehmen aus verschiedenen Tätigkeitsbereichen durch. Als Folge eines dieser Angriffe war die Website der Firma ITT für die Nutzer lange Zeit nicht mehr erreichbar.

#### Dänemark
Die Gruppe übernahm die Verantwortung für DDOS-Angriffe auf die Websites einer Reihe von Unternehmen im Finanzsektor zusammen mit dem Finanzministerium im Januar 2023 aufgrund der dänischen Unterstützung der Ukraine.

#### Norwegen
NoName057(16) argumentiert, dass die Attacken auf einige norwegische Webseiten organisiert wurden, weil die Regierung den Gütertransport über Svalbard (Spitzbergen) verboten hat.

#### Polen
Die Hackergruppe hat zu unterschiedlichen Zeiten DDOS-Angriffe auf polnische Netz-Infrastruktur durchgeführt.

#### Finnland
Die Angriffe auf die Webseite des finnischen Parlaments werden in den Medien diskutiert. Die finnische Kriminalpolizei ermittelt diesen Fall.

#### Schweiz
Die Hackergruppe bekannte sich zu DDOS-Angriffen auf eine Reihe von Schweizer Unternehmen, welche im Finanzsektor tätig sind. Dies aufgrund der schweizerischen Unterstützung der Ukraine.